# Aartsbisdom Luanda

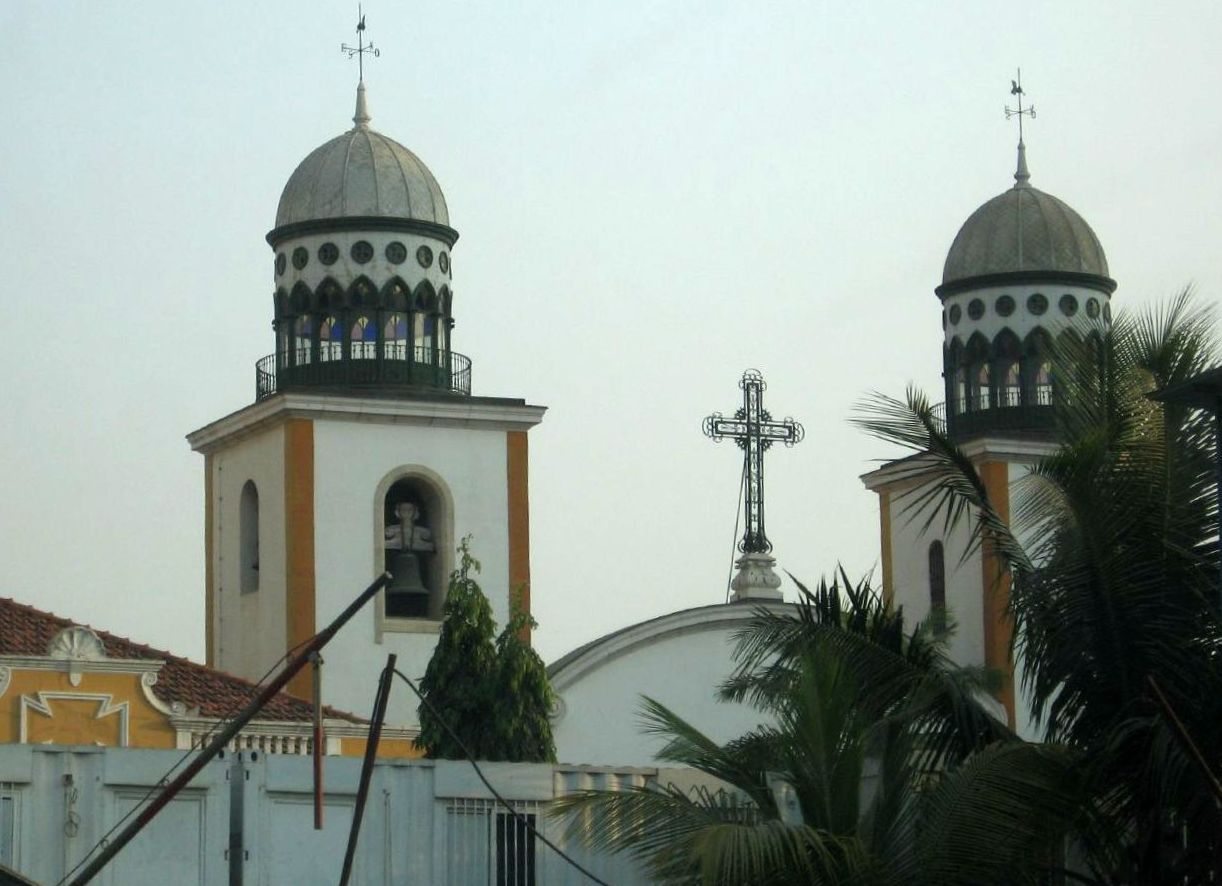
Kathedraal van Luanda

Het aartsbisdom Luanda (Latijn: Archidioecesis Luandensis) is een van de 19 rooms-katholieke bisdommen in Angola. Het aartsbisdom Luanda is het aartsbisdom waarover de aartsbisschop van Luanda geestelijk leiderschap heeft. De aartsbisschop van Luanda staat als metropoliet aan het hoofd van de kerkprovincie Luanda, een van de vijf kerkprovincies in Angola. Het aartsbisdom telt zonder suffragane bisdommen 3.155.825 katholieken (2019), wat zo'n 49,9% van de totale bevolking van 6.323.335 is, en heeft een oppervlakte van 342 km². In 2019 bestond het aartsbisdom uit 34 parochies.
Aartsbisschop van Luanda is Filomeno do Nascimento Vieira Dias sinds 8 december 2014. António Lungieki Pedro Bengui en Fernando Francisco zijn hulpbisschop van Luanda.

## Geschiedenis
- 1596: Opgericht als bisdom São Salvador da Congo / Congo in Angola uit delen van bisdom Tomé
- 1609: Hernoemd tot bisdom São Paulo de Loanda / Congo in Angola
- 1623: Hernoemd tot bisdom São Salvador da Congo / Congo in Angola
- 1628: Hernoemd tot bisdom São Paulo de Loanda / Congo in Angola
- 1640: Gebied verloren na oprichting apostolische prefectuur Neder Congo
- 1716: Hernoemd tot bisdom São Paulo de Loanda / Santa Cruz de Reino de Angola / Congo in Angola
- 4 juni 1886: Gebied verloren na oprichting apostolisch vicariaat Frans Congo
- 4 september 1940: Promotie tot metropolitaan aartsbisdom Luanda, gebied verkregen na suppressie van apostolische prefectuur Neder Congo in Cubango en de missie “sui iuris” van Lunda, en gebied verloren na oprichting van bisdom Nova Lisboa en bisdom Silva Porto
- 25 november 1957: Gebied verloren na oprichting bisdom Malanje
- 14 maart 1967: Gebied verloren na oprichting bisdom Carmona en São Salvador
- 10 augustus 1975: Gebied verloren na oprichting bisdom Ngunza
- 2 juli 1984: Gebied verloren na oprichting bisdom Cabinda
- 26 maart 1990: Gebied verloren na oprichting bisdom Malanje
- 6 juni 2007: Gebied verloren na oprichting bisdom Caxito en bisdom Viana

## Speciale kerken
De metropolitane kathedraal van het aartsbisdom Luanda is de Sé Catedral de São Salvador te Luanda.

## Leiderschap

### Bisschoppen en aartsbisschoppen
- Bisschop van São Salvador da Congo
  - Miguel Rangel (20 mei 1596 – 16 augustus 1602)
  - Antonio de Santo Estevão (15 juli 1604 – april 1608)
  - Manuel Baptista (25 mei 1609 – april 1620)
  - Simon Mascarenhas (15 februari 1621 – 13 oktober 1624)
- Bisschop van São Paulo de Loanda
  - Francisco de Soveral (8 februari 1627 – 5 januari 1642)
  - Pedro Sanches Farinha (22 juni 1671 – 30 november 1671)
  - Antonio do Espirito Santo (14 november 1672 – 12 januari 1674)
  - Manuel da Natividade (2 december 1675 – 8 december 1685)
  - João Franco de Oliveira (9 juni 1687 – 9 januari 1692, later aartsbisschop)
  - José de Oliveira (19 juli 1694 – 9 september 1700)
  - Luis Simões Brandão (6 februari 1702 – 24 februari 1720)
  - Manuel a Santa Catharina (20 maart 1720 – 1 november 1731)
  - Antônio de Nossa Senhora do Desterro Malheiro (3 september 1738 – 15 december 1745)
  - Manoel de Santa Inês (15 december 1745 – 6 augustus 1770, later aartsbisschop)
  - Luis da Anunciação Azevedo (17 juni 1771 – 8 november 1784)
  - Alexandre da Sagrada Familia Ferreira da Silva (14 februari 1785 – 23 november 1787)
  - Luiz de Brito Homem (17 december 1791 – 24 mei 1802)
  - Joaquim Maria Mascarenhas Castello Branco (20 december 1802 – april 1807)
  - João Damasceno Da Silva Póvoas (19 december 1814 – 21 februari 1826)
  - Sebastião da Anunciação Gomes de Lemos (16 april 1846 – 1848)
  - Gioacchino Moreira Reis (28 september 1849 – 10 maart 1857)
  - Manuel de Santa Rita Barros (23 maart 1860 – 3 januari 1862)
  - Giuseppe Lino de Oliveira (21 december 1863 – 1 juli 1871)
  - Tommaso Gomes de Almeida (4 augustus 1871 – 22 september 1879)
  - José Sebastião Neto (22 september 1879 – 9 augustus 1883, later kardinaal)
  - Antonio Tomas da Silva Leitão e Castro (27 maart 1884 – 1 juni 1891)
  - Antonio Dias Ferreira (1 juni 1891 – 7 maart 1901)
  - Antonio José Gomes Cardoso (21 juni 1901 – 12 augustus 1904)
  - António Barbosa Leão (26 april 1906 – 19 december 1907)
  - João Evangelista de Lima Vidal (31 maart 1909 – 9 december 1915, later aartsbisschop)
  - Moisés Alves de Pinho (7 april 1932 – 4 september 1940, later aartsbisschop)
- Metropolitaan aartsbisschop van Luanda
  - Moisés Alves de Pinho (4 september 1940 – 17 november 1966)
  - Manuel Nuñes Gabriel (17 november 1966 – 19 december 1975)
  - Eduardo André Muaca (19 december 1975 – 31 augustus 1985)
  - Kardinaal Alexandre do Nascimento (16 februari 1986 – 23 januari 2001)
  - Damião António Franklin (23 januari 2001 – 28 april 2014)
  - Filomeno do Nascimento Vieira Dias (sinds 8 december 2014)

### Hulpbisschoppen en coadjutors
- Hulpbisschop
  - Eduardo André Muaca (4 maart 1970 – 25 september 1973, later aartsbisschop)
  - Zacarias Kamwenho (26 augustus 1974 – 10 augustus 1975, later aartsbisschop)
  - Paulino Fernandes Madeca (22 juli 1983 – 2 juli 1984)
  - Pedro Luís Guido Scarpa (22 juli 1983 – 26 maart 1990)
  - Serafim Shyngo-Ya-Hombo (26 maart 1990 – 29 mei 1992)
  - Damião António Franklin (29 mei 1992 – 23 januari 2001, later aartsbisschop)
  - Filomeno do Nascimento Vieira Dias (4 oktober 2003 – 11 februari 2005)
  - Anastácio Kahango (17 januari 1998 - 26 oktober 2013)
  - Zeferino Zeca Martins (19 mei 2012 - 1 oktober 2018)
  - António Lungieki Pedro Bengui (sinds 28 oktober 2021)
  - Fernando Francisco (sinds 28 oktober 2021)

- Coadjutor aartsbisschop
  - Manuel Nuñes Gabriel (13 december 1962 – 17 november 1966)
  - Eduardo André Muaca (10 augustus 1975 – 19 december 1975)

## Suffragane bisdommen
- Cabinda
- Caxito
- Mbanza Congo
- Sumbe
- Viana